# 목걸이 (조합론)
조합론에서 목걸이(영어: necklace)는 순환군의 작용에 대한 문자열의 궤도이다.

## 정의

### 목걸이
임의의 집합 {\displaystyle C}가 주어졌다고 하자. {\displaystyle C} 위의 길이 {\displaystyle n}의 문자열 집합 {\displaystyle C^{n}}을 생각할 수 있다. {\displaystyle C^{n}} 위에는 {\displaystyle n}차 순환군 {\displaystyle \operatorname {Cyc} (n)=\langle a|a^{n}=1\rangle }은 다음과 같이 자연스럽게 작용한다.
{\displaystyle a^{k}\colon c_{0}c_{1}\cdots c_{n-1}\mapsto c_{k}c_{k+1}\cdots c_{n-1}c_{0}\cdots c_{k-1}}
보다 일반적으로, 크기 {\displaystyle 2n}의 정이면체군 {\displaystyle \operatorname {Dih} (n)=\langle a,b|a^{n}=b^{2}=1,\;(ba)^{2}=1\rangle }은 다음과 같이 자연스럽게 작용한다.
{\displaystyle a^{k}\colon c_{0}c_{1}\cdots c_{n-1}\mapsto c_{k}c_{k+1}\cdots c_{n-1}c_{0}\cdots c_{k-1}}
{\displaystyle b\colon c_{0}c_{1}\cdots c_{n-1}\mapsto c_{n-1}\cdots c_{1}c_{0}}
임의의 집합 {\displaystyle C}가 주어졌을 때, {\displaystyle C} 속의 색깔을 갖는, 길이 {\displaystyle n}의 목걸이(영어: necklace)는 {\displaystyle C^{n}} 위의, {\displaystyle \operatorname {Cyc} (n)} 작용에 대한 궤도이다. {\displaystyle C} 속의 색깔을 갖는, 길이 {\displaystyle n}의 팔찌(영어: bracelet)는 {\displaystyle C^{n}} 위의, {\displaystyle \operatorname {Dih} (n)} 작용에 대한 궤도이다.
비주기적 목걸이(非週期的-, 영어: aperiodic necklace)는 안정자군이 자명군인 목걸이이다. 임의의 목걸이는 비주기적 목걸이의 반복으로 표준적으로 나타낼 수 있다. 즉, 길이 {\displaystyle n}의 목걸이는 {\displaystyle n}의 어떤 약수 {\displaystyle d}에 대하여, 길이 {\displaystyle d}의 비주기적 목걸이의 {\displaystyle n/d}번 반복으로 나타낼 수 있다.

## 성질
목걸이와 팔찌의 수는 포여 열거 정리를 사용하여 계산할 수 있다.

### 목걸이의 수
{\displaystyle x}개의 색깔을 가질 수 있는, 길이가 {\displaystyle n}인 목걸이의 수는 다음과 같은 다항식렬로 주어진다.
{\displaystyle N_{n}(x)\in \mathbb {Q} [x]}
{\displaystyle N_{n}(x)={\frac {1}{n}}\sum _{d\mid n}\varphi (n/d)x^{d}}
여기서 {\displaystyle \varphi }는 오일러 피 함수이다.

### 팔찌의 수
{\displaystyle x}개의 색깔을 가질 수 있는, 길이가 {\displaystyle n}인 팔찌의 수는 다음과 같은 다항식렬로 주어진다.
{\displaystyle B_{n}(x)\in \mathbb {Q} [x]}
{\displaystyle B_{n}(x)={\frac {1}{2}}N_{n}(x)+{\begin{cases}(x+1)x^{n/2}/4&2\mid n\\\\x^{(n+1)/2}/2&2\nmid n\end{cases}}}

### 비주기적 목걸이의 수
{\displaystyle x}개의 색깔을 가질 수 있는, 길이가 {\displaystyle n}인 팔찌의 수는 다음과 같은 다항식렬로 주어진다.
{\displaystyle M_{n}(x)\in \mathbb {Q} [x]}
{\displaystyle M_{n}(x)={\frac {1}{n}}\sum _{d\mid n}\mu (n/d)x^{d}}
이를 목걸이 다항식(-多項式, 영어: necklace polynomial)이라고 한다. 여기서 {\displaystyle \mu }는 뫼비우스 함수이다. 모든 목걸이는 비주기적 목걸이로 분해할 수 있으므로
{\displaystyle N_{n}(x)=\sum _{d\mid n}M_{d}(x)}
이다.
목걸이 다항식의 공식은 다음과 같이 유도할 수 있다. 우선, {\displaystyle x^{n}}은 순환군의 작용에 대한 궤도들의 크기의 합이므로, 다음 공식이 성립한다.
{\displaystyle x^{n}=\sum _{d\mid n}dM_{d}(x)}
이를 뫼비우스 반전 공식에 따라 풀면 다음과 같다.
{\displaystyle M_{n}(x)={\frac {1}{n}}\sum _{d\mid n}\mu (n/d)x^{d}}
특히, 임의의 소수 {\displaystyle p}에 대하여,
{\displaystyle M_{p^{n}}(x)=p^{-n}\left(x^{p^{n}}-x^{p^{n-1}}\right)}
이다.

## 표
처음 몇 개의 목걸이 다항식은 다음과 같다.
| {\displaystyle n} | {\displaystyle N_{n}(x)}                  | {\displaystyle B_{n}(x)}                           | {\displaystyle M_{n}(x)}                |
| ----------------- | ----------------------------------------- | -------------------------------------------------- | --------------------------------------- |
| 1                 | {\displaystyle x}                         | {\displaystyle x}                                  | {\displaystyle x}                       |
| 2                 | {\displaystyle (x^{2}+x)/2}               | {\displaystyle (x^{2}+x^{2}+2x)/4}                 | {\displaystyle (x^{2}-x)/2}             |
| 3                 | {\displaystyle (x^{3}+2x)/3}              | {\displaystyle (x^{3}+3x^{2}+2x)/6}                | {\displaystyle (x^{3}-x)/3}             |
| 4                 | {\displaystyle (x^{4}+x^{2}+2x)/4}        | {\displaystyle (x^{4}+2x^{3}+3x^{2}+2x)/8}         | {\displaystyle (x^{4}-x^{2})/4}         |
| 5                 | {\displaystyle (x^{5}+4x)/5}              | {\displaystyle (x^{5}+5x^{3}+4x)/10}               | {\displaystyle (x^{5}-x)/5}             |
| 6                 | {\displaystyle (x^{6}+x^{3}+2x^{2}+2x)/6} | {\displaystyle (x^{6}+3x^{4}+4x^{3}+2x^{2}+2x)/12} | {\displaystyle (x^{6}-x^{3}-x^{2}+x)/6} |

## 응용
목걸이 다항식 {\displaystyle M_{n}(x)}는 다음과 같은 수학 분야에서 등장한다.
- {\displaystyle x}개의 문자로 구성된 알파벳 위의 길이 {\displaystyle n}의 린던 단어의 수
- 크기 {\displaystyle x}의 집합으로 생성되는 자유 리 대수의, 차수 {\displaystyle n} 부분 공간의 차원
- 크기 {\displaystyle x=p^{k}}의 유한체 위의 {\displaystyle n}차 일계수 기약 다항식의 수
- 목걸이 항등식은 원분 항등식(영어: cyclotomic identity)에서 지수로 등장한다.

## 역사
샤를 폴 나르시스 모로(프랑스어: Charles Paul Narcisse Moreau)가 1872년에 최초로 목걸이의 열거 문제를 연구하였다.

## 참고 문헌
1. ↑  Moreau, C. (1872). “Sur les permutations circulaires distinctes”. 《Nouvelles annales de mathématiques》 (프랑스어) 11: 309–314. JFM 04.0086.01.

## 같이 보기
- 포여 열거 정리